# CAMS 33
CAMS 33 là một loại tàu bay trinh sát chế tạo ở Pháp đầu thập niên 1920.

## Quốc gia sử dụng
Pháp
- Hải quân Pháp

 Kingdom of Yugoslavia

## Tính năng kỹ chiến thuật (33B)
Đặc điểm tổng quát
- Kíp lái: 3-4
- Chiều dài: 13,23 m (43 ft 5 in)
- Sải cánh: 17,62 m (57 ft 10 in)
- Chiều cao: 4,88 m (16 ft 0 in)
- Trọng lượng có tải: 4.000 kg (8.818 lb)
- Powerplant: 2 × Hispano-Suiza 8F, 208 kW (275 hp) mỗi chiêc mỗi chiếc

Hiệu suất bay
- Vận tốc cực đại: 175 km/h (109 mph)
- Tầm bay: 820 km (510 dặm)
- Thời gian bay: 18 giờ  0 phút
- Trần bay: 5.000 m (16.405 ft)

Vũ khí trang bị
- 2 × súng máy Lewis.303
- 300 kg (660 lb) bom